# Dolichoderus omacanthus
Dolichoderus omacanthus is een mierensoort uit de onderfamilie van de Dolichoderinae. De wetenschappelijke naam van de soort is voor het eerst geldig gepubliceerd in 1972 door Kempf.